# 426-й истребительный авиационный полк
426-й истребительный авиационный полк (426-й иап) — воинская часть Военно-воздушных сил (ВВС) Вооружённых Сил РККА, принимавшая участие в боевых действиях Великой Отечественной войны.

## Наименования полка
За весь период своего существования полк своё наименование не менял — 426-й истребительный авиационный полк.

## История полка
426-й истребительный авиационный полк сформирован в ноябре 4-м запасном истребительном авиаполку Орловского военного округа в г. Моршанск Тамбовской области по штату 015/174. До февраля 1942 г. находился в 4-м запасном истребительном авиаполку, а в феврале перебазировался во 2-й запасной истребительный авиационный полк Московского военного округа на ст. Сейма Горьковской области для освоения истребителей ЛаГГ-3.
К боевым действиям приступил 17 марта 1942 года в составе 2-й ударной авиационной группы ВВС Северо-Западного фронта на самолётах ЛаГГ-3. Сразу принял участие в Демянской наступательной операции. В ходе первого дня боевых действий одержана первая известная воздушная победа полка в Великой Отечественной войне: лейтенант Васильев А. П. в воздушном бою в районе г. Окуев сбил немецкий истребитель Ме-109ф (в то время считался как новый «Ме-115»).
В составе действующей армии полк находился с 17 марта 1942 года по 14 июня 1942 года. К 11 июня в полку осталось в боевом составе 2 ЛаГГ-3 (из них 1 неисправный). Закончив ведение боевых действий 14 июня 1942 года полк убыл в тыл на доукомплектование в 1-й запасной истребительный авиационный полк Московского военного округа в г. Арзамас. 25 августа полк расформирован в 1-м запасном истребительном авиационном полку.

## Командиры полка
- майор Анохов Павел Иванович[2], 02.1942 — 25.08.1942

## Лётчики-асы полка
| Фамилия, имя отчество       | Награды | Сбито самолётов (+ в группе) | Примечание |
| --------------------------- | ------- | ---------------------------- | --- |
| Васильев Александр Петрович |         | 5 + 0                        | Лётчик полка: март — июнь 1942. Погиб 3 августа 1942 г. Сбит в воздушном бою.                                                                                                |
| Кельин Павел Петрович       |         | 12 + 3                       | Лётчик полка: март — май 1942. Советско-финляндская война (1939—1940). Боевую работу вёл на И-153 в составе 149 иап. Погиб 30 мая 1943 г. Разбился в авиационной катастрофе. |
| Чихунов Иван Сергеевич      |         | 7 + 3                        | Лётчик полка: фев. — июнь 1942. Погиб 8 июня 1942 г. Сбит в воздушном бою.                                                                                                   |

## Итоги боевой деятельности полка

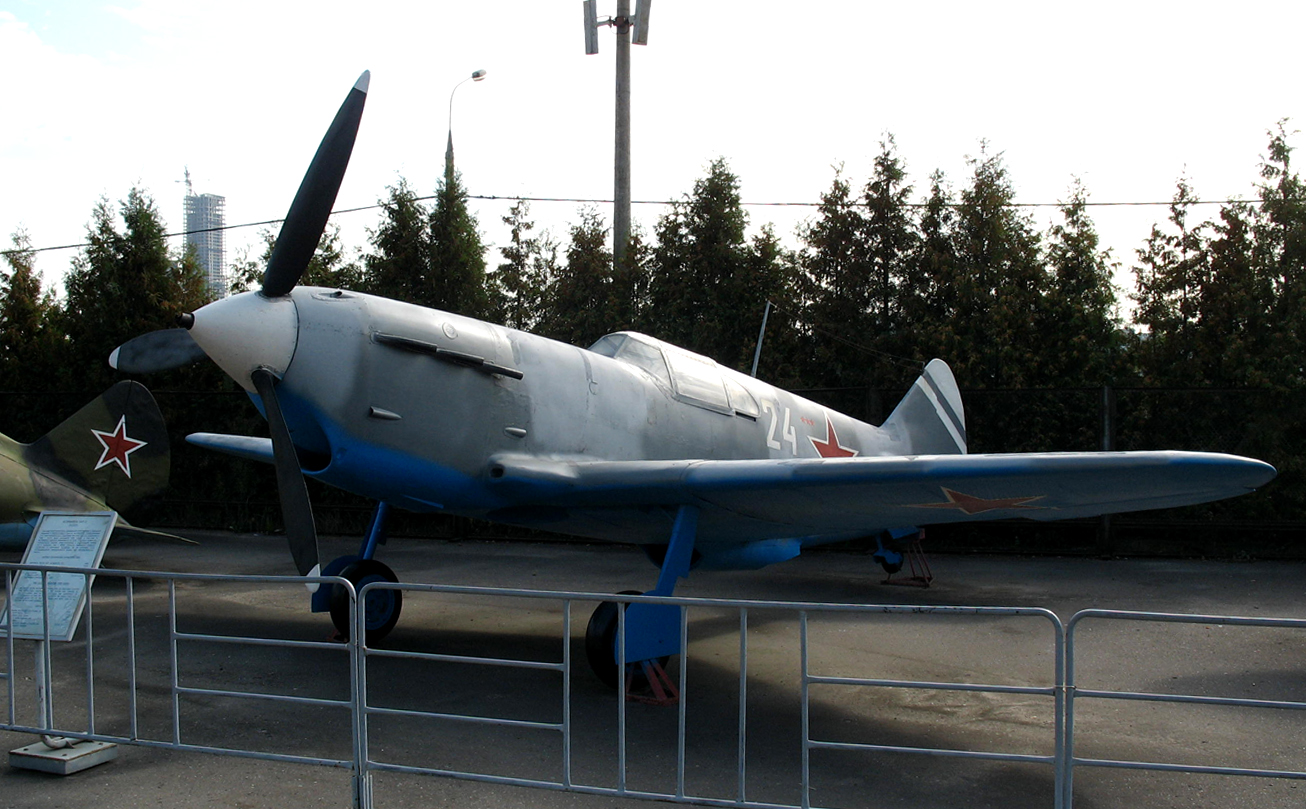
Самолёт ЛаГГ-3 в Парке Победы в Москве. На таких самолётах воевал полк

Всего за годы Великой Отечественной войны полком:
- Совершено боевых вылетов — 549, из них:
  - на прикрытие войск — 365
  - на сопровождение — 57
  - на прикрытие аэродромов — 40
  - на перехват самолётов противника — 75
  - на разведку — 11
- Сбито самолётов противника — 41, из них:
  - бомбардировщиков — 17
  - истребителей — 15
  - разведчиков — 3
  - транспортных — 5
- Свои потери:
  - лётчиков — 5
  - самолётов — 11, из них:
    - сбито в воздушных боях — 4
    - сбито ЗА — 1
    - не вернулось с боевого задания — 2
    - разбито в авариях — 4

## Самолёты на вооружении
| Период      | Самолёты |
| ----------- | -------- |
| 1942 — 1942 | ЛаГГ-3   |